# 宁朗乡
宁朗乡，是中华人民共和国四川省凉山彝族自治州木里藏族自治县下辖的一个乡镇级行政单位。

## 行政区划
宁朗乡下辖以下地区：
下博瓦村、甲店村和则洛村。